# Liste der Auslandsvertretungen Ägyptens

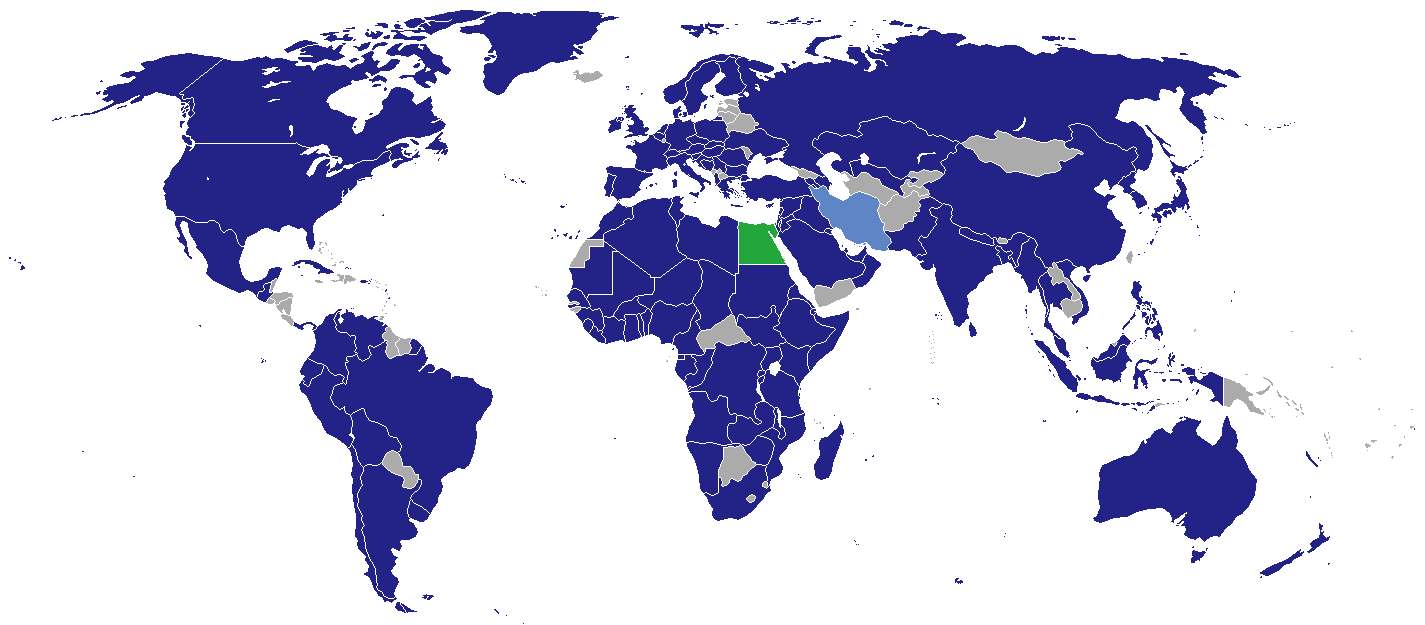
Standorte der diplomatischen Vertretungen Ägyptens

Dies ist eine Liste der diplomatischen und konsularischen Vertretungen Ägyptens.

## Diplomatische und konsularische Vertretungen

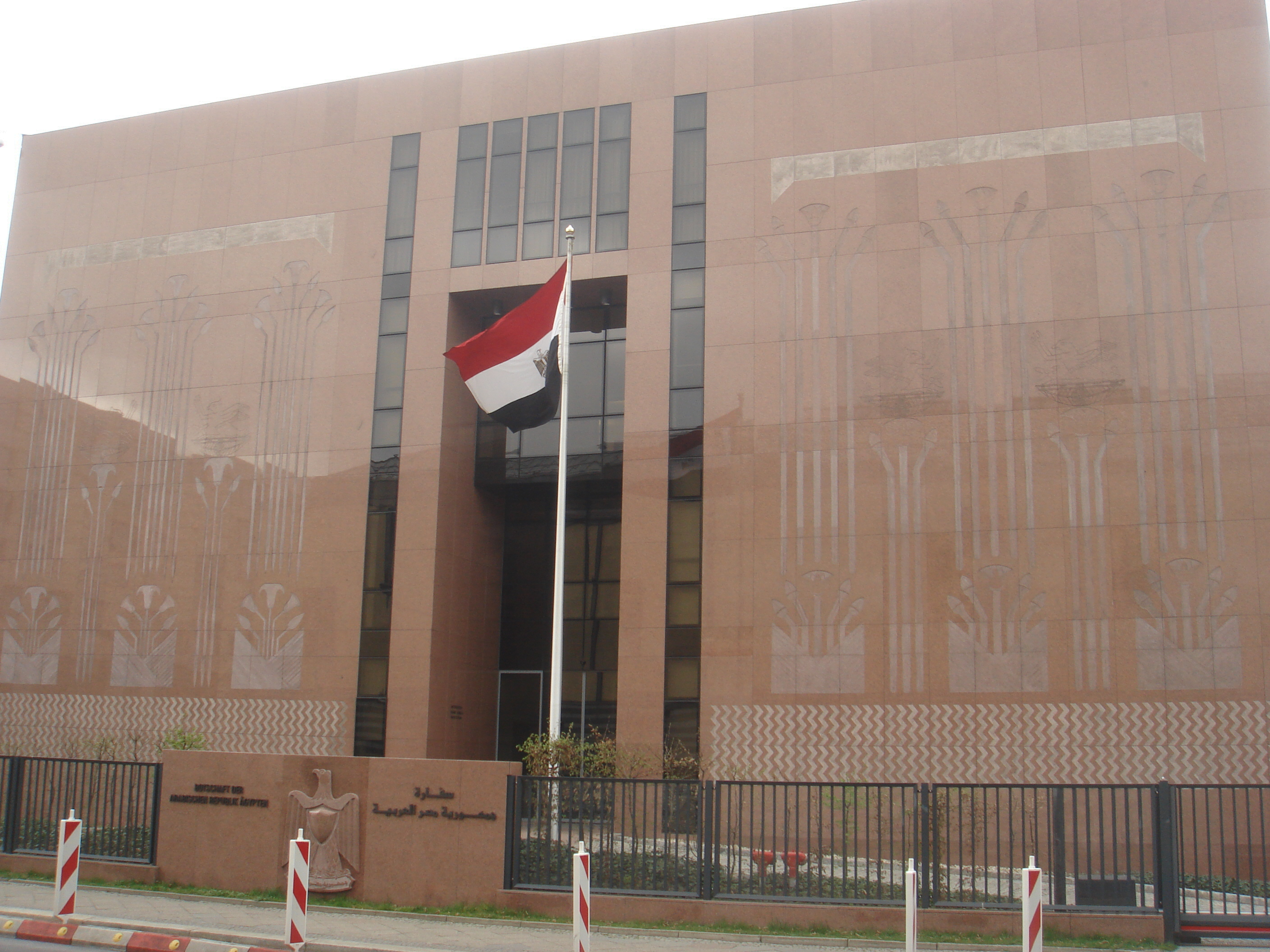
Ägyptische Botschaft in Berlin

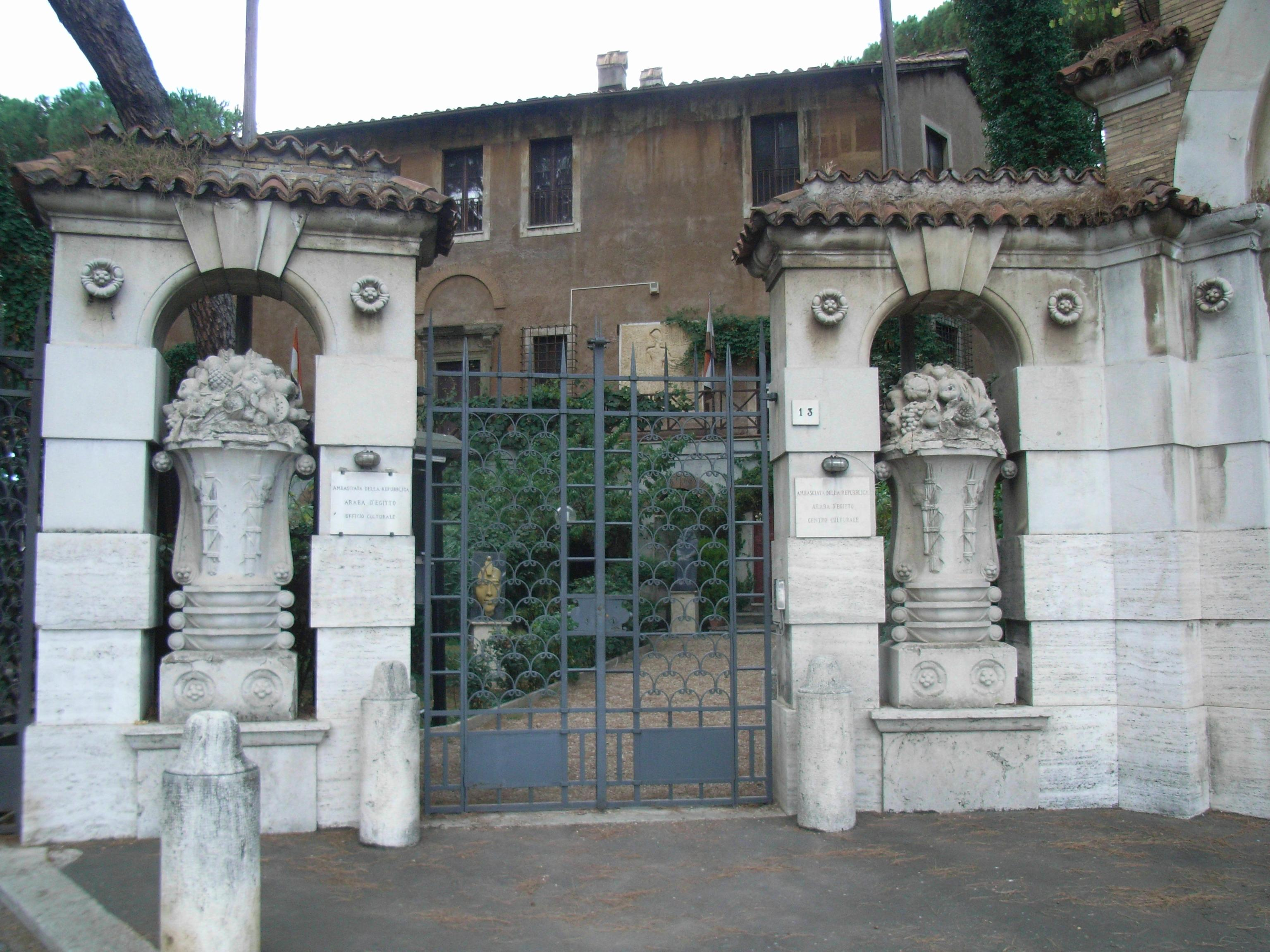
Ägyptische Botschaft in Rom

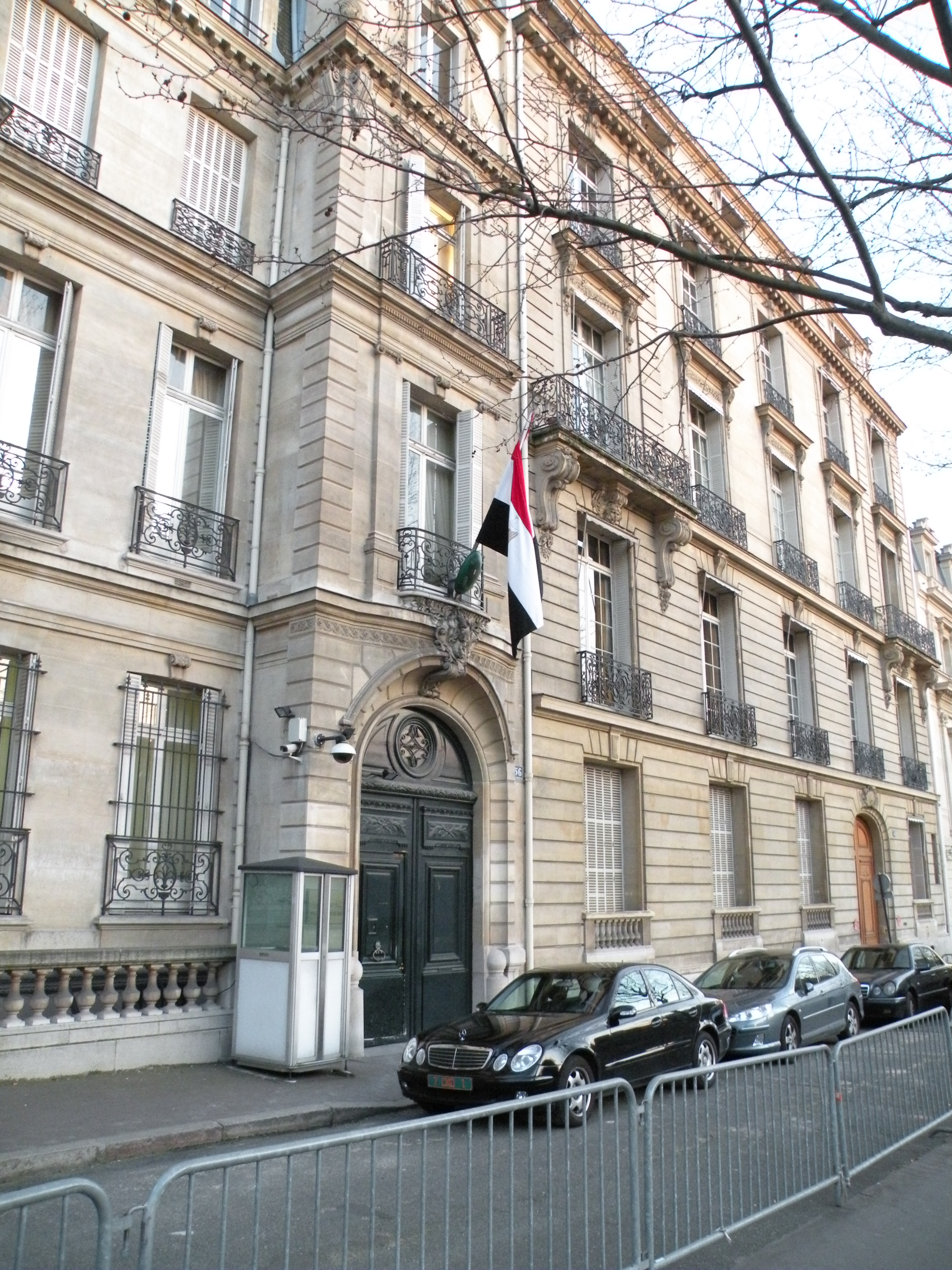
Ägyptische Botschaft in Paris

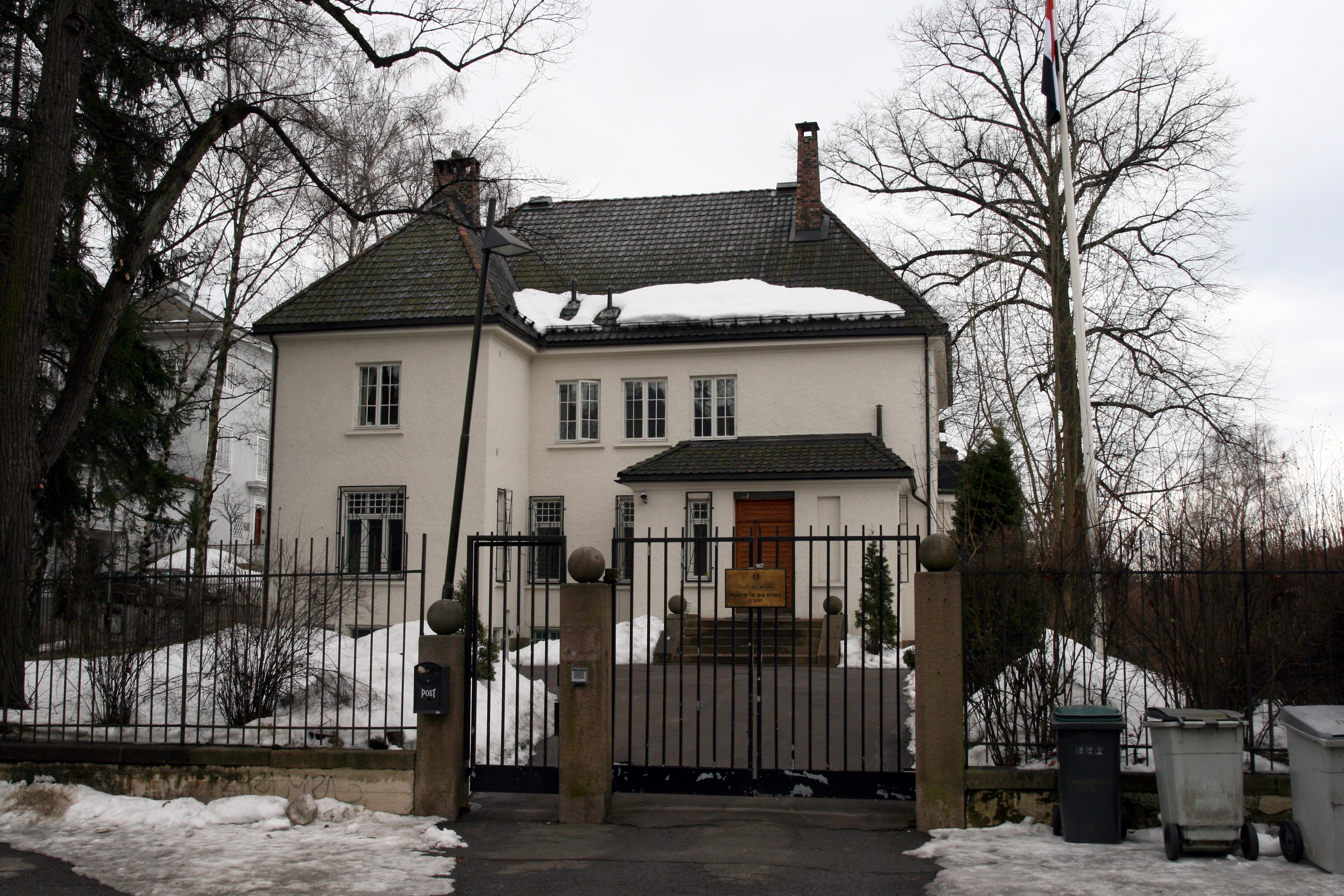
Ägyptische Botschaft in Oslo

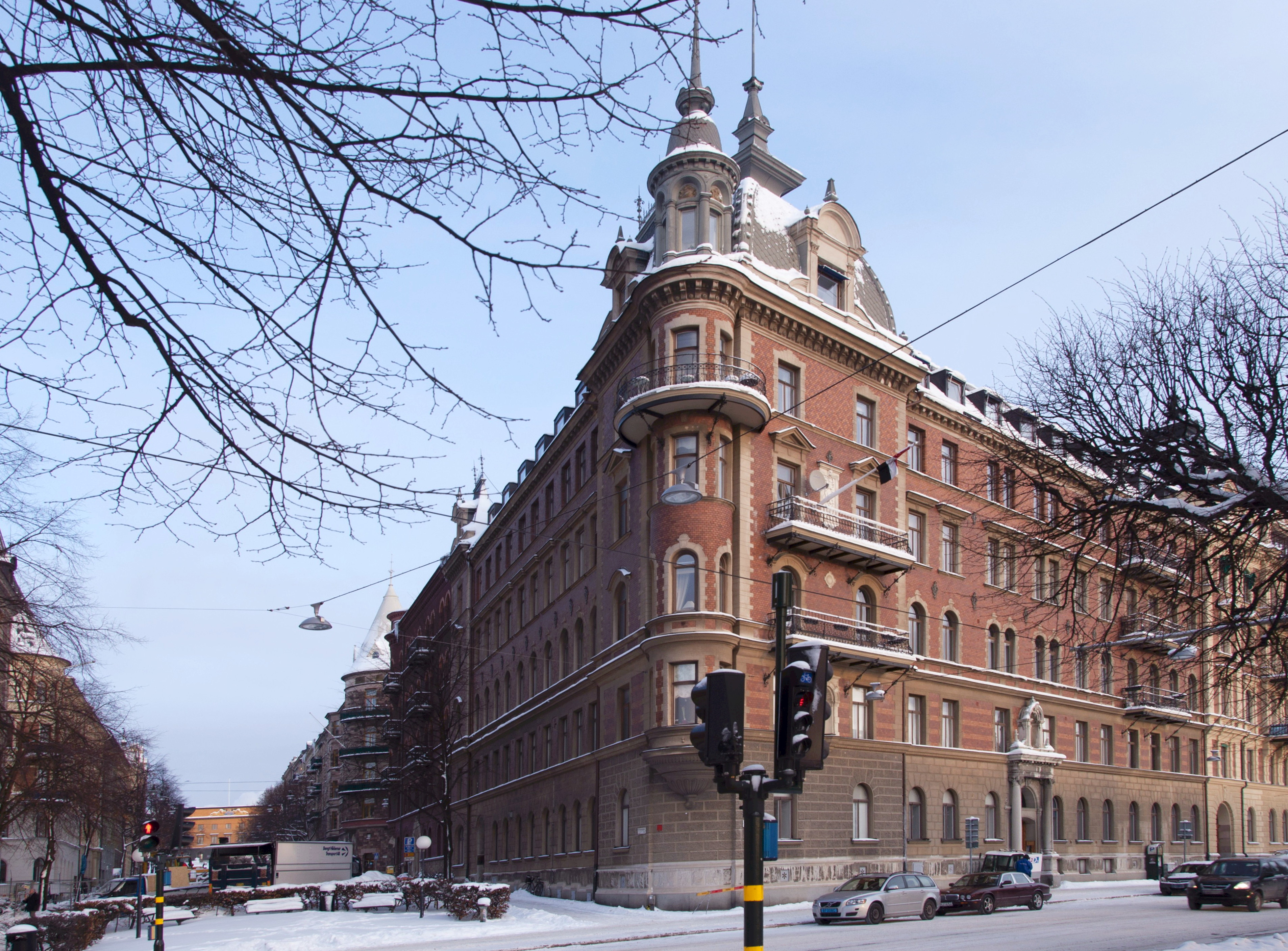
Ägyptische Botschaft in Stockholm

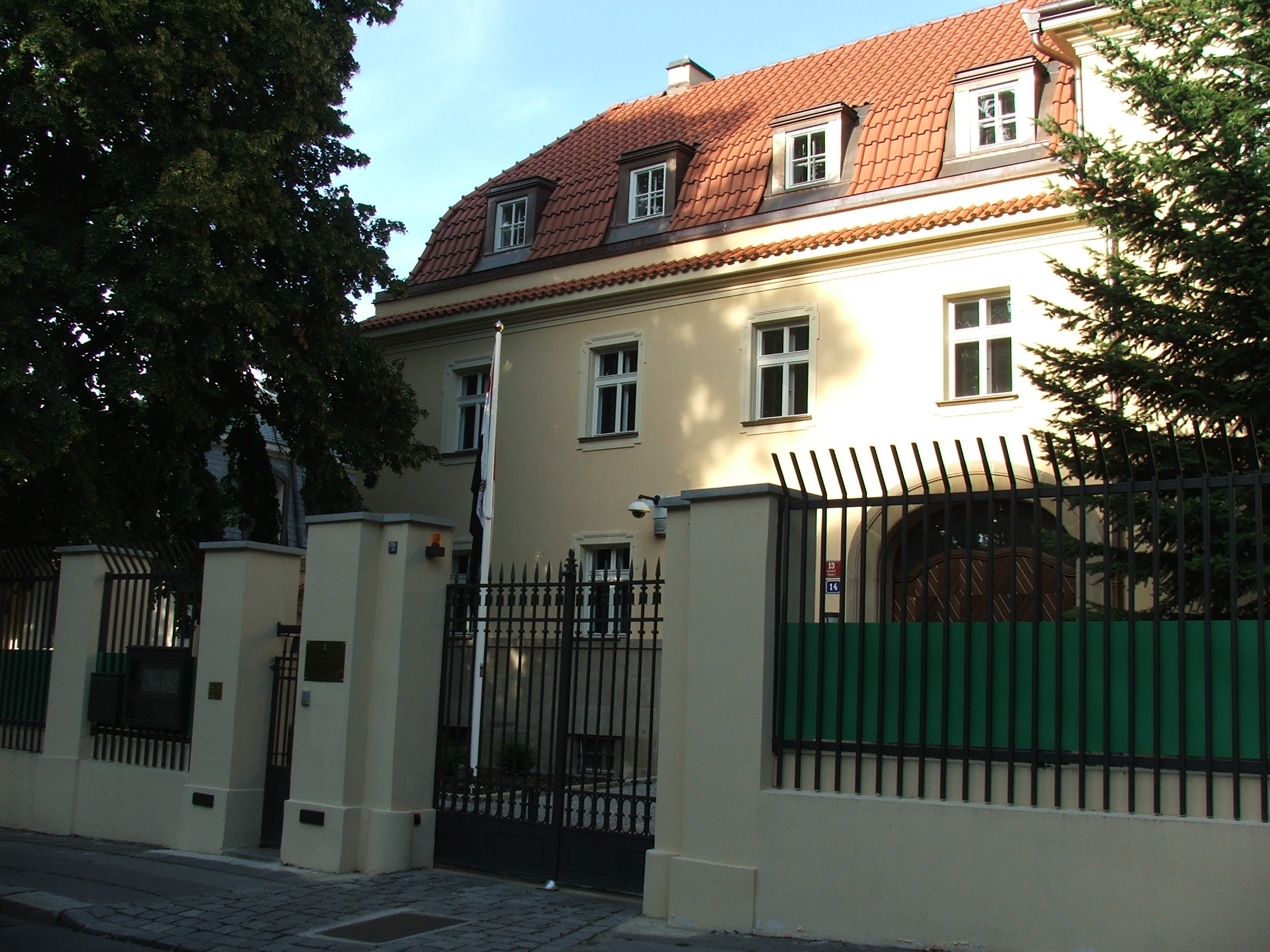
Ägyptische Botschaft in Prag

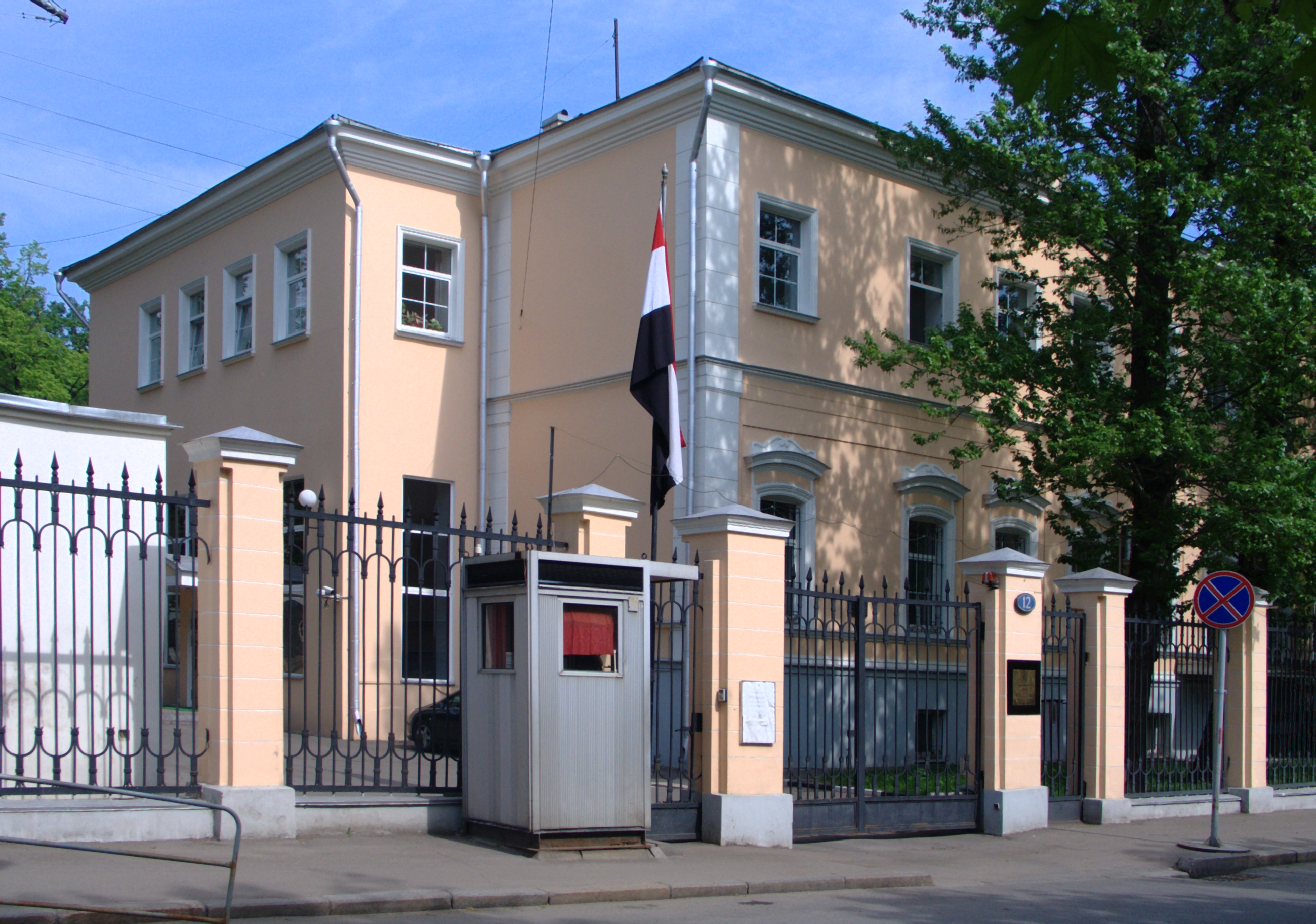
Ägyptische Botschaft in Moskau

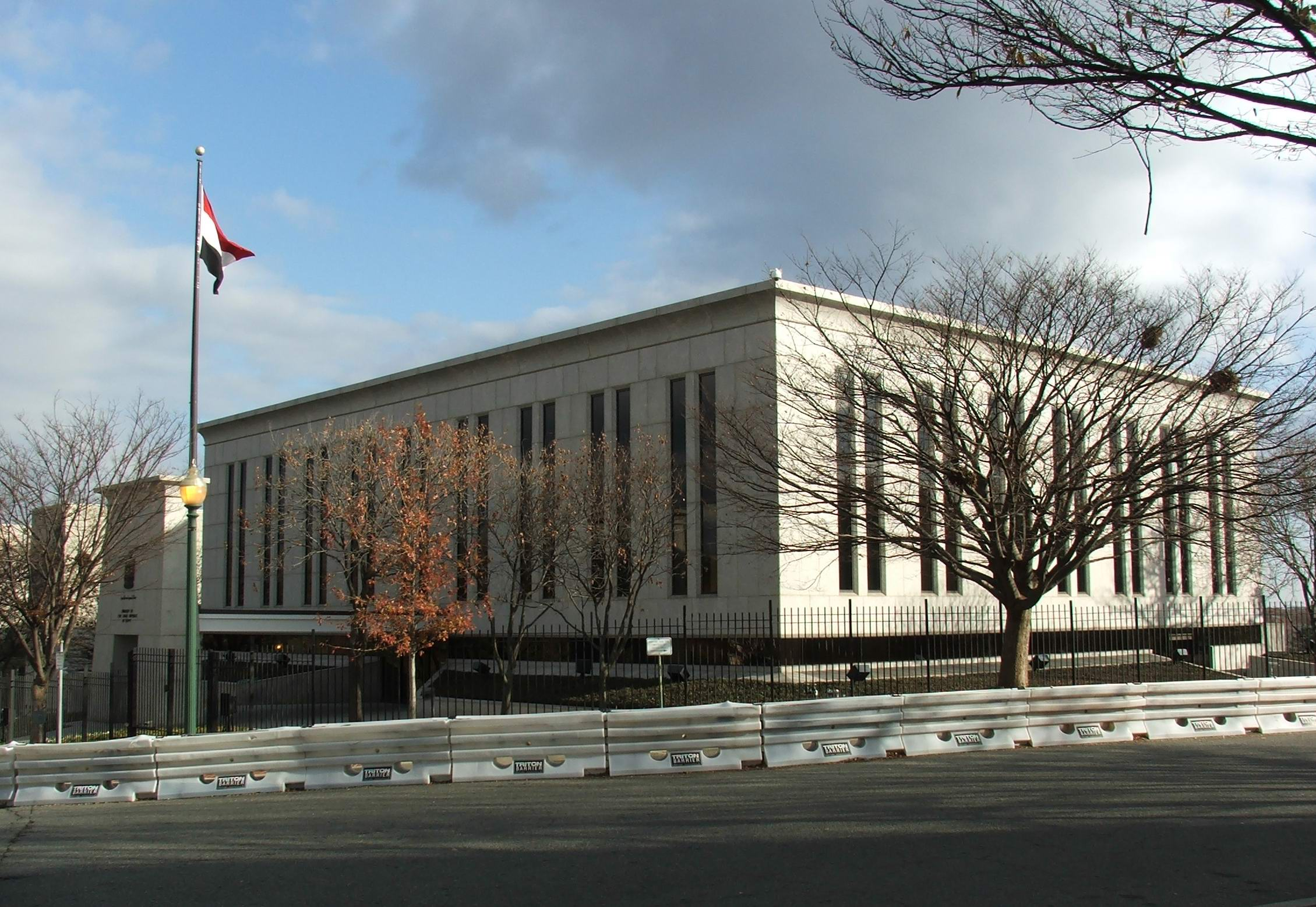
Ägyptische Botschaft in Washington, D.C.

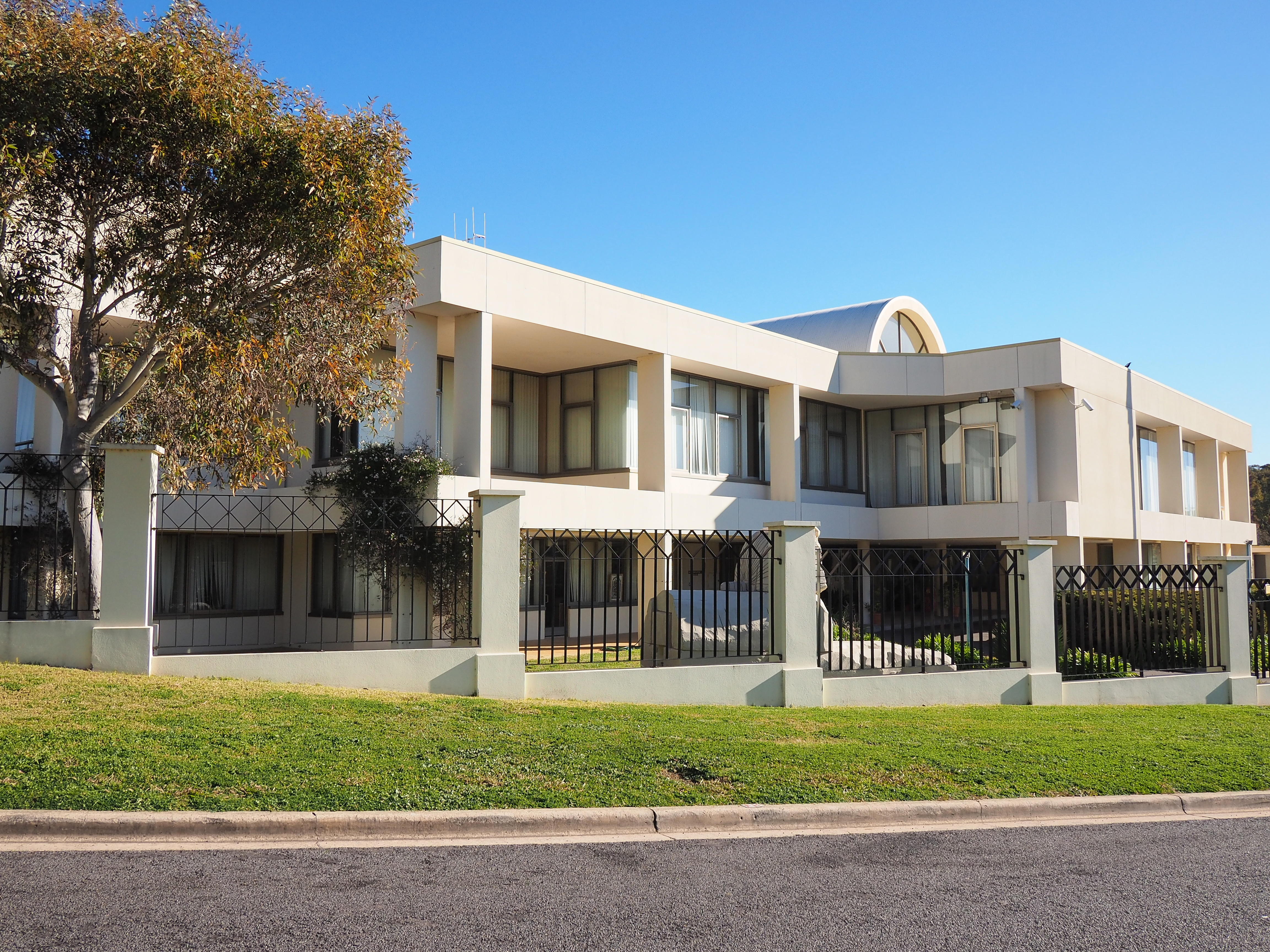
Ägyptische Botschaft in Canberra

### Afrika
| - Algerien: Algier, Botschaft - Angola: Luanda, Botschaft - Äquatorialguinea: Malabo, Botschaft - Äthiopien: Addis Abeba, Botschaft - Benin: Cotonou, Botschaft - Burkina Faso: Ouagadougou, Botschaft - Burundi: Bujumbura, Botschaft - Demokratische Republik Kongo: Kinshasa, Botschaft - Dschibuti: Dschibuti, Botschaft - Elfenbeinküste: Abidjan, Botschaft - Eritrea: Asmara, Botschaft - Gabun: Libreville, Botschaft - Ghana: Accra, Botschaft - Guinea: Conakry, Botschaft - Kamerun: Jaunde, Botschaft - Kenia: Nairobi, Botschaft - Kongo: Brazzaville, Botschaft - Liberia: Monrovia, Botschaft - Libyen: Tripolis, Botschaft - Libyen: Bengasi, Generalkonsulat - Madagaskar: Antananarivo, Botschaft - Malawi: Lilongwe, Botschaft - Mali: Bamako, Botschaft - Mauretanien: Nouakchott, Botschaft | - Mauritius: Port Louis, Botschaft - Marokko: Rabat, Botschaft - Mosambik: Maputo, Botschaft - Namibia: Windhoek, Botschaft - Niger: Niamey, Botschaft - Nigeria: Abuja, Botschaft - Nigeria: Lagos, Generalkonsulat - Ruanda: Kigali, Botschaft - Sambia: Lusaka, Botschaft - Senegal: Dakar, Botschaft - Sierra Leone: Freetown, Botschaft - Simbabwe: Harare, Botschaft - Südafrika: Pretoria, Botschaft - Somalia: Mogadischu, Botschaft - Sudan: Khartum, Botschaft - Sudan: Bur Sudan, Generalkonsulat - Südsudan: Juba, Botschaft - Tansania: Daressalam, Botschaft - Tansania: Sansibar, Generalkonsulat - Togo: Lomé, Botschaft - Tschad: N’Djamena, Botschaft - Tunesien: Tunis, Botschaft - Uganda: Kampala, Botschaft - Zentralafrikanische Republik: Bangui, Botschaft |

### Asien
| - Afghanistan: Kabul, Botschaft - Armenien: Jerewan, Botschaft - Aserbaidschan: Baku, Botschaft - Bahrain: Manama, Botschaft - Bangladesch: Dhaka, Botschaft - Volksrepublik China: Peking, Botschaft - Volksrepublik China: Hongkong, Generalkonsulat - Volksrepublik China: Shanghai, Generalkonsulat - Indien: Neu-Delhi, Botschaft - Indien: Mumbai, Generalkonsulat - Indonesien: Jakarta, Botschaft - Irak: Bagdad, Botschaft - Irak: Erbil, Generalkonsulat - Irak: Mossul, Generalkonsulat - Iran: Teheran, Interessenvertretung - Israel: Tel Aviv, Botschaft - Israel: Eilat, Generalkonsulat - Japan: Tokio, Botschaft - Jemen: Sanaa, Botschaft - Jemen: Aden, Konsulat - Jordanien: Amman, Botschaft - Jordanien: Akaba, Generalkonsulat - Kasachstan: Astana, Botschaft - Kasachstan: Almaty, Generalkonsulat | - Katar: Doha, Botschaft - Kuwait: Kuwait, Botschaft - Libanon: Beirut, Botschaft - Malaysia: Kuala Lumpur, Botschaft - Myanmar: Rangun, Botschaft - Nepal: Kathmandu, Botschaft - Nordkorea: Pjöngjang, Botschaft - Oman: Maskat, Botschaft - Pakistan: Islamabad, Botschaft - Palestina: Ramallah, Vertretung - Palestina: Gaza, Vertretung - Philippinen: Manila, Botschaft - Saudi-Arabien: Riad, Botschaft - Saudi-Arabien: Dschidda, Generalkonsulat - Singapur: Singapur, Botschaft - Sri Lanka: Colombo, Botschaft - Südkorea: Seoul, Botschaft - Syrien: Damaskus, Botschaft - Thailand: Bangkok, Botschaft - Usbekistan: Taschkent, Botschaft - Vereinigte Arabische Emirate: Abu Dhabi, Botschaft - Vereinigte Arabische Emirate: Dubai, Generalkonsulat - Vietnam: Hanoi, Botschaft |

### Australien und Ozeanien
| - Australien: Canberra, Botschaft - Australien: Melbourne, Generalkonsulat | - Australien: Sydney, Generalkonsulat - Neuseeland: Wellington, Botschaft |

### Europa
| - Albanien: Tirana, Botschaft - Belgien: Brüssel, Botschaft - Bosnien und Herzegowina: Sarajevo, Botschaft - Bulgarien: Sofia, Botschaft - Dänemark: Kopenhagen, Botschaft - Deutschland: Berlin, Botschaft - Deutschland: Frankfurt, Generalkonsulat - Deutschland: Hamburg, Generalkonsulat - Finnland: Helsinki, Botschaft - Frankreich: Paris, Botschaft - Frankreich: Marseille, Generalkonsulat - Griechenland: Athen, Botschaft - Irland: Dublin, Botschaft - Italien: Rom, Botschaft - Italien: Mailand, Generalkonsulat - Kroatien: Zagreb, Botschaft - Malta: Valletta, Botschaft - Niederlande: Den Haag, Botschaft - Norwegen: Oslo, Botschaft | - Österreich: Wien, Botschaft - Polen: Warschau, Botschaft - Portugal: Lissabon, Botschaft - Rumänien: Bukarest, Botschaft - Russland: Moskau, Botschaft - Schweden: Stockholm, Botschaft - Schweiz: Bern, Botschaft - Schweiz: Genf, Generalkonsulat - Serbien: Belgrad, Botschaft - Slowakei: Bratislava, Botschaft - Slowenien: Ljubljana, Botschaft - Spanien: Madrid, Botschaft - Tschechien: Prag, Botschaft - Türkei: Ankara, Botschaft - Türkei: Istanbul, Generalkonsulat - Ukraine: Kiew, Botschaft - Ungarn: Budapest, Botschaft - Vereinigtes Königreich: London, Botschaft - Zypern: Nikosia, Botschaft |

### Nordamerika
| - Guatemala: Guatemala-Stadt, Botschaft - Kanada: Ottawa, Botschaft - Kanada: Montreal, Generalkonsulat - Kuba: Havanna, Botschaft - Mexiko: Mexiko-Stadt, Botschaft - Panama: Panama-Stadt, Botschaft | - Vereinigte Staaten: Washington, D.C., Botschaft - Vereinigte Staaten: Chicago, Generalkonsulat - Vereinigte Staaten: Houston, Generalkonsulat - Vereinigte Staaten: Los Angeles, Generalkonsulat - Vereinigte Staaten: New York, Generalkonsulat |

### Südamerika
| - Argentinien: Buenos Aires, Botschaft - Bolivien: La Paz, Botschaft - Brasilien: Brasília, Botschaft - Brasilien: Rio de Janeiro, Generalkonsulat - Chile: Santiago de Chile, Botschaft | - Ecuador: Quito, Botschaft - Kolumbien: Bogotá, Botschaft - Peru: Lima, Botschaft - Uruguay: Montevideo, Botschaft - Venezuela: Caracas, Botschaft |

## Vertretungen bei internationalen Organisationen
- Europäische Union: Brüssel, Mission
- AU: Addis Abeba, Ständige Vertretung
- Vereinte Nationen: New York, Ständige Vertretung
- Vereinte Nationen: Genf, Ständige Vertretung
- Vereinte Nationen: Nairobi, Ständige Vertretung
- Vereinte Nationen: Wien, Ständige Vertretung
- UNESCO: Paris, Ständige Vertretung
- FAO: Rom, Ständige Vertretung
- Heiliger Stuhl: Vatikanstadt, Botschaft